# مطار شيهيزي هوايوان
مطار شيهيزي هوايوان (بالصينية: 石河子花园机场)(إياتا:  SHF ، إيكاو: ZWHZ) مطار عام يقع بمدينة شيهيزي في شينجيانغ في الصين. يبلغ طول المدرج 2400 م. بدأ البناء في 24 مايو 2012، بعد أن حصل المشروع على الموافقة النهائية في أبريل 2012. وضعت ميزانية لإعادة بناء المطار بقيمة 515 مليون يوان. أعيد افتتاحه في 26 ديسمبر 2015.

## شركات الطيران والوجهات
| شركـات طيـران          | الوجهات                                                                                                 |
| ---------------------- | --- |
| 9 Air                  | مطار شيان شيانيانغ الدولي                                                                               |
| طيران الصين            | مطار بكين العاصمة الدولي، مطار تشنغدو شوانغليو الدولي، مطار تشنغدو تيانفو الدولي، مطار هامي، مطار ينينغ |
| طيران الصين اكسبرس     | مطار كورلا، مطار تاشيهينغ قيانتشوان                                                                     |
| خطوط جنوب الصين الجوية | مطار كاشغر الدولي، مطار تشنغتشو الدولي                                                                  |
| أورومتشي للطيران       | مطار أورومتشي ديوبو الدولي                                                                              |

## وصلات خارجية
- http://www.flightstats.com/go/Airport/airportDetails.do?airportCode=